# 1000년

## 연호
- 북송(北宋) 함평(咸平) 3년
- 요(遼) 통화(統和) 18년
- 일본(日本) 조호(長保) 2년
- 전 레 왕조(前黎朝) 응티엔(應天) 7년

## 기년
- 북송(北宋) 진종(眞宗) 3년
- 요(遼) 성종(聖宗) 19년
- 고려(高麗) 목종(穆宗) 3년
- 전 레 왕조(前黎朝) 대행제(大行帝) 21년

## 사건
- 헝가리 왕국이 건국되었다.
- 동로마 제국이 불가리아 제국을 점령했다.
- 베네치아 공화국이 달마티아 남부의 슬라브계 민족인 나렌트인을 격파하여 아드리아해의 재해권을 장악했다.
- 코르도바 칼리파국이 레온 왕국의 부르고스를 침공했다.
- 나바라 왕국의 국왕 산초 2세가 레온 왕국에 주둔하고 있던 코르도바 칼리파국의 군대를 격파했다.
- 나라 왕국의 국왕 산초 2세가 아라곤 왕국의 왕위를 겸하게 되었다.
- 바이킹이 뉴펀들랜드섬에 도착했다.
- 오슬로가 세워졌다.

## 탄생
- 6월 22일 - 노르망디의 공작 로베르 1세 드 노르망디 공작
- 7월 29일 - 대월 리 왕조의 2대 황제 리 태종

### 연도 미상
- - 로렌의 공작 아달베르트
  - 제146대 교황 교황 실베스테르 3세
  - 동로마 제국의 황제 콘스탄티노스 9세
  - 콘스탄티노폴리스의 총대교주 미하일 1세 키룰라리오스

## 사망
- 타오 공작이자 조지아의 왕자 다비트 3세
- 베트남 정 왕조와 전 여조의 황후 대승명황후
- 호연찬, 송나라의 장수
- 9월 9일 - 올라프 1세, 노르웨이의 국왕